# Сан-Хавьер (Сонора)
Сан-Хавьер (исп. San Javier) — посёлок в Мексике, штат Сонора, входит в состав одноимённого муниципалитета и является его административным центром. Численность населения, по данным переписи 2020 года, составила 523 человека.

## Топонимика
Название San Javier дано в честь святого Франсиска Ксаверия.

## История
Поселение было основано в 1706 году исследователями во главе с Антонио Бесеррой Ньето, как рабочий посёлок при рудниках.